# 65ª Mostra internazionale d'arte cinematografica di Venezia
La 65ª edizione della Mostra internazionale d'arte cinematografica si è svolta a Venezia, Italia, dal 27 agosto al 6 settembre 2008. La madrina della rassegna è l'attrice russa Ksenia Rappoport, nota al grande pubblico per la vittoria del David di Donatello 2007 come migliore attrice protagonista per La sconosciuta di Giuseppe Tornatore. Il Leone d'oro alla carriera è stato consegnato al regista italiano Ermanno Olmi.

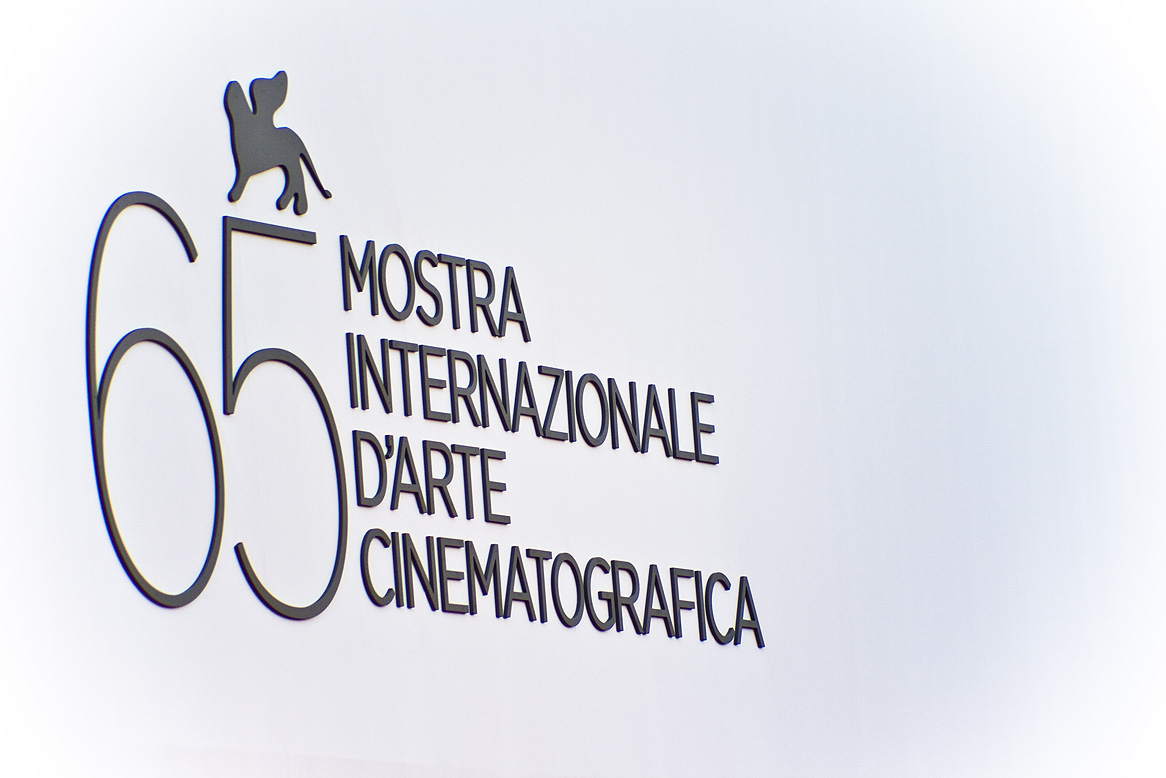
Logo della manifestazione.

## Le giurie
Le giurie internazionali della 65ª Mostra internazionale d'arte cinematografica di Venezia sono state composte da:

### Giuria della sezione ufficiale
- Wim Wenders (regista, Germania) - Presidente
- Yuri Arabov (sceneggiatore, Russia)
- Valeria Golino (attrice, Italia)
- Douglas Gordon (artista, Gran Bretagna)
- John Landis (regista, Stati Uniti d'America)
- Lucrecia Martel (regista, Argentina)
- Johnnie To (regista, Hong Kong)

### Giuria della sezione "Orizzonti"
- Chantal Akerman (regista, Belgio) - Presidente
- Nicole Brenez (critico cinematografico, Francia)
- Barbara Cupisti (attrice, Italia)
- José Luis Guerín (regista, Spagna)
- Veiko Õunpuu (regista, Estonia)

### Giuria del "Premio Venezia Opera Prima Luigi De Laurentiis"
- Abdellatif Kechiche (regista, Tunisia) - Presidente
- Alice Braga (attrice, Brasile)
- Gregory Jacobs (produttore, Stati Uniti d'America)
- Donald Ranvaud (produttore, Stati Uniti d'America)
- Heidrun Schleef (sceneggiatrice, Germania)

### Giuria della sezione "Corto Cortissimo"
- Amos Poe (regista, Stati Uniti d'America) - Presidente
- Gianni Rondolino (critico, Italia)
- Joana Vicente (produttrice, Stati Uniti d'America)

## Sezioni principali
I film sono in ordine alfabetico secondo il cognome del regista.

### Film in concorso
Concorso internazionale di lungometraggi in 35 mm e in digitale, proiettati in anteprima mondiale, in gara per il Leone d'Oro.
- The Wrestler di Darren Aronofsky (Stati Uniti d'America)
- The Burning Plain di Guillermo Arriaga (Stati Uniti d'America)
- Il papà di Giovanna di Pupi Avati (Italia)
- La terra degli uomini rossi - Birdwatchers di Marco Bechis (Italia/Brasile)
- L'Autre di Patrick Mario Bernard e Pierre Trividic (Francia)
- The Hurt Locker di Kathryn Bigelow (Stati Uniti d'America)
- Il seme della discordia di Pappi Corsicato (Italia)
- Rachel sta per sposarsi di Jonathan Demme (Stati Uniti d'America)
- Teza di Haile Gerima (Etiopia/Germania/Francia)
- Bumažnyj soldat di Aleksej German Jr. (Russia)
- Süt di Semih Kaplanoğlu (Turchia/Francia/Germania)
- Achille e la tartaruga (Akiresu to kame) di Takeshi Kitano (Giappone)
- Ponyo sulla scogliera (Gake no ue no Ponyo) di Hayao Miyazaki (Giappone)
- Vegas: Based on a True Story di Amir Naderi (Stati Uniti d'America)
- The Sky Crawlers - I cavalieri del cielo di Mamoru Oshii (Giappone)
- Un giorno perfetto di Ferzan Özpetek (Italia)
- Jerichow di Christian Petzold (Germania)
- Inju, la bête dans l'ombre di Barbet Schroeder (Francia)
- Nuit de chien di Werner Schroeter (Francia/Germania/Portogallo)
- Gabbla di Tariq Teguia (Algeria/Francia)
- Dang kou di Yu Lik-Wai (Brasile/Cina/Hong Kong/Giappone)

### Film fuori concorso
- Puccini e la fanciulla di Paolo Benvenuti (Italia)
- Yuppi du di Adriano Celentano (Italia)
- Burn After Reading di Joel ed Ethan Coen (Stati Uniti d'America) - film d'apertura
- 35 rhums di Claire Denis (Francia/Germania)
- Heshang aiqing di Jia Zhangke (Cina/Spagna/Francia)
- Shirin di Abbas Kiarostami (Iran)
- Vicino al Colosseo... c'è Monti di Mario Monicelli (Italia)
- Do Visível ao Invisível di Manoel de Oliveira (Italia)
- Orfeo 9 di Tito Schipa Jr. (Italia)
- Les Plages d'Agnès di Agnès Varda (Francia)
- Vinyan di Fabrice Du Welz (Francia/Gran Bretagna/Belgio)
- Encarnação do demonio di José Mojica Marins (Brasile)
- Nel blu dipinto di blu di Piero Tellini (Italia)

#### Evento Fuori Concorso
- Bajo el Signo de las Sombras di Ferran Alberich (Spagna)
- Vida en Sombras di Lorenzo Llbobet Gracia (Spagna)
- Kettô Takadanobaba di Masahiro Makino e Hiroshi Inagaki (Giappone)
- La rabbia di Pier Paolo Pasolini (Italia)
- Girara no gyakushu / Samitto kiki ippatsu! di Minoru Kawasaki (Giappone)
- Puen yai jom sa lad di Nonzee Nimibutr (Thailandia)

### Orizzonti
- Goodbye Solo di Ramin Bahrani (Stati Uniti d'America)
- A Erva do Rato di Júlio Bressane e Rosa Dias (Brasile)
- Parc di Arnaud des Pallières (Francia)
- Melancholia di Lav Diaz (Filippine)
- Un lac di Philippe Grandrieux (Francia)
- Dikoe Pole di Mikhail Kalatozishvili (Russia)
- Il primo giorno d'inverno di Mirko Locatelli (Italia)
- Voy a Explotar di Gerardo Naranjo (Messico)
- Jay di Francis Xavier Pasion (Filippine)
- Pa-ra-da di Marco Pontecorvo (Italia/Francia/Romania)
- Zero Bridge di Tariq Tapa (India/Stati Uniti d'America)

### Orizzonti DOC
- Puisque nous sommes nés di Jean-Pierre Duret e Andrea Santana (Francia/Brasile)
- Women di Huang Wenhai (Cina/Svizzera)
- In Paraguay di Ross McElwee (Stati Uniti d'America)
- Z32 di Avi Mograbi (Israele/Francia)
- Below Sea Level di Gianfranco Rosi (Italia/Stati Uniti d'America)
- Los Herederos di Eugenio Polgovsky (Messico)
- L'Exil et le royaume di Andreï Schtakleff e Jonathan Le Fourn (Francia)

### Evento Orizzonti
- Verso Est di Laura Angiulli (Italia/Bosnia ed Erzegovina)
- ThyssenKrupp Blues di Pietro Balla e Monica Repetto (Italia)
- La fabbrica dei tedeschi di Mimmo Calopresti (Italia)
- Soltanto un nome nei titoli di testa di Daniele di Biasio (Italia)
- Antonioni su Antonioni di Carlo Di Carlo (Italia)
- Venezia '68 di Antonello Sarno (Italia)
- Valentino: The Last Emperor di Matt Tyrnauer (Stati Uniti d'America)

## I premi

### Premi principali
La mostra ha assegnato i seguenti riconoscimenti:
- Leone d'Oro
  - Leone d'Oro al miglior film: a The Wrestler di Darren Aronofsky
  - Leone d'Oro alla carriera: a Ermanno Olmi
- Leone d'Argento
  - Gran premio della giuria: Teza di Haile Gerima
  - Premio speciale per la regia: Bumažnyj soldat di Aleksej Alekseevič German
- Coppa Volpi
  - Coppa Volpi per la miglior interpretazione maschile: Silvio Orlando per Il papà di Giovanna[1]
  - Coppa Volpi per la miglior interpretazione femminile: Dominique Blanc per L'Autre
- Premio Osella
  - Premio Osella per il migliore contributo tecnico (fotografia): Bumažnyj soldat di Aleksej Alekseevič German
  - Premio Osella per la migliore sceneggiatura: Teza di Haile Gerima
- Premio Marcello Mastroianni, ad un attore o attrice emergente: Jennifer Lawrence per The Burning Plain
- Leone speciale per l'insieme dell'opera a: Nuit de chien di Werner Schroeter

### Orizzonti
- Premio Orizzonti: Melancholia di Lav Diaz
- Premio Orizzonti Doc: Below sea level di Gianfranco Rosi
- Menzione speciale: Un lac di Philippe Grandrieux, Women di Huang Wenhai

### Premio Venezia Opera prima "Luigi De Laurentiis"
- Leone del futuro - Premio Venezia Opera Prima "Luigi De Laurentiis": Pranzo di ferragosto di Gianni Di Gregorio

### Corto cortissimo
- Menzione speciale: Vacsora di Karchi Perlmann
- Prix UIP per il miglior cortometraggio europeo: De Onbaatzunchtigen di Koen Dejaegher
- Leone Corto cortissimo per il miglior cortometraggio: Tierra y Pan di Carlos Armella

### Premi collaterali
- Premio Open: The Butcher’s Shop di Philip Haas

## Retrospettive
Nella sezione Questi fantasmi. Il cinema italiano ritrovato (1946-1975) vennero presentate copie restaurate dalla Cineteca Nazionale del film diretto da Giorgio Bianchi Una lettera all'alba e La città dolente diretto da Mario Bonnard, entrambi del 1948. Inoltre venne proiettata la copia, ritrovata in Francia, del film Un uomo ritorna di Max Neufeld, del 1946.